# Falki Kabama
Falki Kabama (auch: Falké Kabama, Falké Karama, Falki Est, Falki Karama) ist ein Dorf in der Stadtgemeinde Mirriah in Niger.

## Geographie
Das von einem traditionellen Ortsvorsteher (chef traditionnel) geleitete Dorf befindet sich rund vier Kilometer südöstlich des urbanen Zentrums der Stadtgemeinde Mirrriah, dem Hauptort des gleichnamigen Departements Mirriah in der Region Zinder. Ein Nachbardorf von Falki Kabama ist Falki Babba im Südwesten.

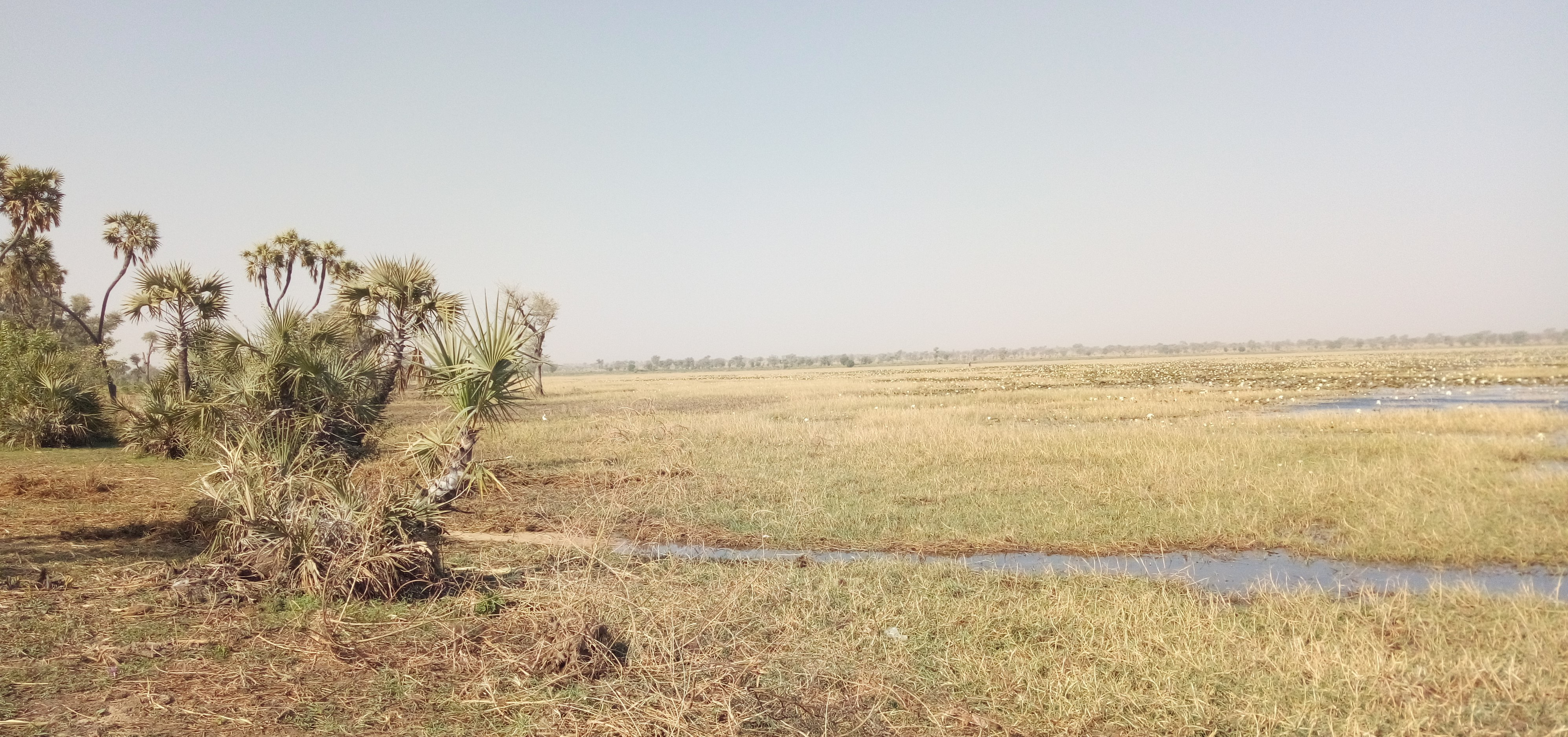
Mare de Falki (2021)

Beide Dörfer liegen an der Mare de Falki, einem flachen See mit stark schwankender Wasserführung. Bei Falki Kabama verläuft das Trockental Zermou. Das Dorf ist Teil der Sahelzone. Die durchschnittliche jährliche Niederschlagsmenge beträgt hier zwischen 300 und 400 mm.

## Bevölkerung
Bei der Volkszählung 2012 hatte Falki Kabama 1371 Einwohner, die in 208 Haushalten lebten. Bei der Volkszählung 2001 betrug die Einwohnerzahl 465 in 93 Haushalten und bei der Volkszählung 1988 belief sich die Einwohnerzahl auf 494 in 80 Haushalten.

## Wirtschaft und Infrastruktur
Die Mare de Falki wird für die landwirtschaftliche Bewässerung, die Viehzucht und das Fischen genutzt. In Falki Kabama wachsen in hoher Dichte Affenbrotbäume (Adansonia digitata), deren Blätter, Früchte und Samen zu beliebten Nahrungsmitteln und Kosmetika weiterverarbeitet werden. Es gibt eine Schule im Dorf.